# Jenny Elbe
Jenny Elbe (* 18. April 1990 in Karl-Marx-Stadt, DDR) ist eine ehemalige deutsche Leichtathletin, die sich auf den Dreisprung spezialisiert hatte.

## Berufsweg
Elbe war bis 2009 Schülerin am Sportgymnasium Dresden und studierte dann Lebensmittelchemie an der TU Dresden. Ende 2017 schloss sie ihr Studium als Lebensmittelchemikerin ab.

## Sportliche Karriere
Elbe kam 1998 beim Dresdner SC 1898 zur Leichtathletik. 2006 machte sie erstmals auf sich aufmerksam, als sie Deutsche B-Jugendmeisterin (U18) im Dreisprung wurde. Sie konkurrierte auch in anderen Disziplinen, konzentrierte sich dann auf den Dreisprung.
2008 erreichte Elbe bei den U20-Weltmeisterschaften in Bydgoszcz Platz zehn.
2009 gewann sie Bronze bei den U20-Europameisterschaften in Novi Sad.
2010 und 2011 wurde Elbe Deutsche Juniorenmeisterin. Bei den U23-Europameisterschaften 2011 in Ostrava kam sie auf Platz vier. In der Erwachsenenklasse konnte sie den Deutschen Vizemeistertitel sowohl in der Halle als auch im Freien erringen.
2012 sprang Elbe erstmals über 14 Meter und wurde erneut Zweite bei den Deutschen Hallenmeisterschaften in Karlsruhe. Im Freien wurde sie zum ersten Mal Deutsche Meisterin im Bochumer Stadtteil Wattenscheid. Bei den Europameisterschaften, die kurz darauf in Helsinki ausgetragen wurden, kam sie auf Platz 14.
2013 wurde Elbe in Dortmund Deutsche Hallenmeisterin und in Ulm erneut Deutsche Meisterin. In Göteborg erreichte sie bei den Halleneuropameisterschaften den siebten Platz.
2014 konnte Elbe den Deutschen Vizemeistertitel sowohl in der Halle als auch im Freien gewinnen. International kam sie in Zürich bei den Europameisterschaften auf Platz 11 mit 13,68 m.
2015 war sie in Nürnberg wieder Deutsche Vizemeisterin und belegte bei der Sommer-Universiade in der südkoreanischen Stadt Gwangju den zweiten Platz.
2016 wurde Elbe erneut Deutsche Hallenmeisterin. Beim DSC-Jugendmeeting am 14. Mai 2016 in Dresden sprang sie mit 14,28 m neue persönliche Bestleistung und ist damit die sechstbeste deutsche Dreispringerin aller Zeiten. Bei den Europameisterschaften in Amsterdam kam Elbe mit 14,08 m auf den siebten Platz. Da sie die Qualifikationsweite im Dreisprung von 14,15 m erreicht hatte, konnte sie an den Olympischen Spielen in Rio de Janeiro teilnehmen. Dort verpasste sie mit 14,02 m in der Qualifikation als Dreizehnte den Einzug ins Finale.
2017 holte sich Elbe wiederum den Hallenmeistertitel. Bei den Halleneuropameisterschaften in Belgrad sprang sie in der Qualifikation mit 14,27 m eine persönliche Bestleistung und belegte im Finale den 6. Platz. Die Freiluftsaison musste Elbe auf Anordnung der Ärzte wegen einer Knieverletzung vorzeitig beenden und nutzte die Zeit für ihren Studienabschluss.
Ende Januar 2018 musste Elbe die Hallensaison wegen einer Fersenprellung abbrechen.
Elbe musste auch die Sommersaison 2018 und 2019 verletzungsbedingt absagen. Ende 2019 beendete sie ihre Karriere.
Elbe gehörte zum Perspektivkader des Deutschen Leichtathletik-Verbandes (DLV).

## Privates
Jenny Elbe ist die Tochter von Jörg Elbe, DDR-Vizemeister im Dreisprung, und Birgit Elbe, Spartakiade-Siegerin im Siebenkampf. Sie lebt in Dresden und arbeitet bei der AOK Plus.

## Bestleistungen
Leistungsentwicklung Dreisprung
| Jahr | Halle   | Freiluft |
| ---- | ------- | -------- |
| 2006 | 12,47 m | 12,93 m  |
| 2007 |         | 13,12 m  |
| 2008 |         | 13,27 m  |
| 2009 | 13,58 m | 13,66 m  |
| 2010 |         | 13,69 m  |
| 2011 | 13,92 m | 13,89 m  |
| 2012 | 14,02 m | 14,06 m  |
| 2013 | 13,96 m | 14,12 m  |
| 2014 | 13,83 m | 14,20 m  |
| 2015 | 13,56 m | 14,16 m  |
| 2016 | 14,15 m | 14,28 m  |
| 2017 | 14,27 m | –        |
| 2018 | 13,48 m | 13,87 m  |
| 2019 | 13,76 m | 13,92 m  |

Bestleistungen
- Persönliche Bestleistung in der Halle: 14,27 m (Belgrad, Halleneuropameisterschaften, 3. März 2017)
- Persönliche Bestleistung im Freien: 14,28 m (Dresden, Jugendmeeting, 14. Mai 2016)